# تون تيك
برنامج تون توك (بالإنجليزية: Toontalk)‏: هو نظام برنامج حاسوب معتمد من قبل برامج الأطفال. تون (بالإنجليزية: Toon)‏ جزء من منصة الرسوم المتحركة. يكون عرض النظام على شكل شخصيات متحركة، بما في ذلك الروبوتات التي يمكن تدريبها بالأمثلة. وأنها واحدة من التطبيقات القليلة الناجحة التي تعمل خارج الأوساط الأكاديمية لنموذج برمجة منطقة القيد المتزامن.

## البدايات
أنشأه كينيث إم كان (kenneth M. Kahn) عام 1995. ونُفّذ جزءً من تون توك IDN، حزمة برامج موزعة في جميع أنحاء العالم بين عامي 1996 و 2009
.وابتداءا من 2009، نُشرت مواصفاتها علميًا وتنفيذها متاح مجانًا.
في بداية عام 2014، ظهر إصدار جافا سكريبت إتش تي إم إل 5 من تون توك للويب يسمى تون توك Reborn ، كان متاحا. إنه يعمل على أي متصفح ويب حديث ويختلف عن إصدار سطح المكتب من تون توك بعدة طرق. يمكن تشغيل برامج تون توك على أي عنصر DOM ، وتتوفر إمكانيات المستعرض المختلفة (الصوت والفيديو وأوراق الأنماط وإدخال الكلام ومخرجاته وأحداث المستعرض) لبرامج تون توك. تتكامل خدمات الويب مثل جوجل درايف. تون توك Reborn حر ومفتوح المصدر.

## منتج تجاري
ما وراء الحياة كمنتج تجاري، تَطَوَرَ (Toontalk) عن طريق استخدام الأكاديمية الكبيرة في مختلف المشاريع البحثية، خصوصًا في مختبر المعرفة بلندن وفي معهد التعليم ومشاريع (weblabs, playground) التي شملت شركاء في البحث من كامبريدج (آديسون ويزلي لونجمان من خلال الشركة الفرعية logotron)، البرتغال (معهد تكنولوجيا التعليم في consiglio nazionale delle ricerche). كانت أيضاً مصدر الاهتمام الأكاديمي في السويد، حيث اقترح (mikeel kindborg ميكيل كندبورج) تمثيل ثابت لبرامج تون توك وفي البرتغال درس (leonel morgado ليون مرجادو) قدرتها على أن تكون برمجة الكمبيوتر من قبل الأطفال الأميين.
تأثر (Toontalk) من قبل لغة برامج الكمبيوتر janus ونموذج الممثل، تجريد الاتصالات في تون توك هو زوج الطيور أو العش. عندما يقوم الروبوت بإعطاء شيء لطائر، فتطير إلى عشها وتضع الشيء فيه، ثم تعود. إذا كان شيء واحد أو أكثر يشغل العش، فإن الطير يضع شيء جديد تحت الآخرين.

## قواعد البرنامج
برنامج (Toontalk) هي قواعد مسلسله، حيث أن لكل قاعدة رأس وذيل. الرأس هو نموذج يمكن مطابقته مع حجه، التي يجب أن تكون مجموعة. في عرض (Toontalk)، القواعد يجب أن تكون ربوت، البرامج كمجموعة ريبوتات والمسجل كصندوق يمكن أن يحتوي على عدد من الثقوب أو الحجرات التي يمكن وضع الأشياء فيها. أبجدية الأشياء تتضمن أرقام ونص السنادات، وصناديق أخرى، فِرَق الروبوت، الطيور اعشاش، وأشياء من بعض الفئات المختلفة، العملية تتكون من صندوق مع فريق الريبوتات يعملون فيها. وإذا لم تتطابق الأنماط مع الصندوق، فإن العملية تتوقف. بطرق أخرى، القاعدة الأولى تطابق، الحرائق. نهاية الذيل في القاعدة تستطيع تدمير العملية أو تكملها مع نفس الفريق.
في حال أن النمط يستدعي شيئاً آخر غير العش الفارغ وأنهُ يوجد عش فارغ في الأصل، فإن العملية تتوقف حتى أن بعض الطيور تضع الشيء في عشها (عادةً نتيجة لإجراءات العملية أخرى). العش مع شيء يطابق النمط كما لو لم يكن العش موجوداً فقط أعلى الشيء. الأحداث في الذيل تعالج عوضاً عن العش بأكمله. نتيجة لذلك يمكن استخدام العش كبرنامج للمستقبل.
(Toontalk) يستطيع إعطاء قراءة إلزامية أو قراءة تصريحية. إذا تجاهلنا بعض التركيبات يسهل عملية الإدخال والإخراج. يمكن أن نرى أن تون توك كأنه لا يملك أي وسيلة وصول مشتركة لتحويل الذاكرة. تشبه آليه الطير أو العش لتواصل في نموذج الممثل، ولكن مع القوه الإضافية لتكوين تكون قادره على تمرير اعشاشها حولها وتحتوي العملية على أكثر من عش واحد كما هي صحيحه في janus . الاختلاف بين الاتصالات في نموذج (actor) وفي تون توك هو أن تون توك يحافظ على ترتيب الرسائل؛ مع ذلك، فإن تون توك يستطيع أيضاً توفير دمج غير محدود لتدفق الرسائل.